# Davao Oriental

Davao Orientals läge i Filippinerna

Davao Oriental är en provins på ön Mindanao i Filippinerna. Den är belägen i Davaoregionen och har 493 600 invånare (2006) på en yta av 5 164 km². Administrativ huvudort är Mati.
Provinsen är indelad i 11 kommuner; Baganga, Banaybanay, Boston, Caraga, Cateel, Governor Generoso, Lupon, Manay, Mati, San Isidro och Tarragona.